# 別府輝彦
別府 輝彦（べっぷ てるひこ、1934年3月9日 - 2023年11月10日）は、日本の応用微生物学者、東京大学名誉教授。位階は従三位。

## 来歴
東京府出身。1952年東京都立戸山高等学校卒業。1956年東京大学農学部農芸化学科卒業。1961年東京大学大学院化学系研究科農芸化学専門課程博士課程修了、農学博士。
1969年東京大学農学部助教授、1977年教授となり、1993年同大生物生産工学研究センター長を兼任。1994年定年退官、名誉教授、日本大学生物資源科学部教授。1996年、紫綬褒章受章。2006年総合科学研究所教授。1998年微生物機能の開発とその利用に関する基礎的研究で日本学士院賞（山田秀明との共同研究）。2004年日本学士院会員。2009年、瑞宝重光章受章。2012年文化功労者。2022年文化勲章。
2023年11月10日、死去。89歳没。死没日付をもって、従三位に叙された。

## 著書
- 『応用微生物学は種の多様性にはじまる』三田出版会 ステアリングシリーズ 科学技術を先導する30人 1990
- 『新・微生物学』I.B.S出版 バイオテクノロジーテキストシリーズ　2004
  - 『新・微生物学』講談社 新バイオテクノロジーテキストシリーズ 2012
- 『見えない巨人微生物』ベレ出版 2015

### 編著・共編
- 『スクリーニング技術 微生物の潜在機能をさぐる』編 講談社 バイオテクノロジーシリーズ　1985
- 『微生物実験法』共編 新生化学実験講座 東京化学同人 1992
- 『細胞機能研究のための低分子プローブ』大村智,瀬戸治男,山崎真狩共編 共立出版 1995
- 『微生物機能の多様性』編 学会出版センター 1995
- 『微生物機能に学ぶ化学 微生物バイオテクノロジーの基礎』高木正道共編著 放送大学教育振興会 2001

## 論文
- 国立情報学研究所収録論文- 国立情報学研究所